# Santa Marta de Magasca
Santa Marta de Magasca ist ein südwestspanisches Dorf und eine Gemeinde (municipio) mit 292 Einwohnern (Stand: 2024) in der Provinz Cáceres (Extremadura). 

## Lage und Klima
Santa Marta de Magasca liegt im Süden der Provinz Cáceres in einer Höhe von etwa 375 m. Die Entfernung zur Hauptstadt Cáceres beträgt 23 km (Fahrtstrecke) in westsüdwestlicher Richtung. 
Das Klima ist meist warm und trocken; der eher spärliche Regen (ca. 560 mm/Jahr) fällt hauptsächlich im Winterhalbjahr.

## Bevölkerungsentwicklung
| Jahr      | 1970 | 1981 | 1991 | 2001 | 2011 | 2021 |
| Einwohner | 645  | 458  | 401  | 359  | 283  | 306  |

## Sehenswürdigkeiten
- Marthakirche

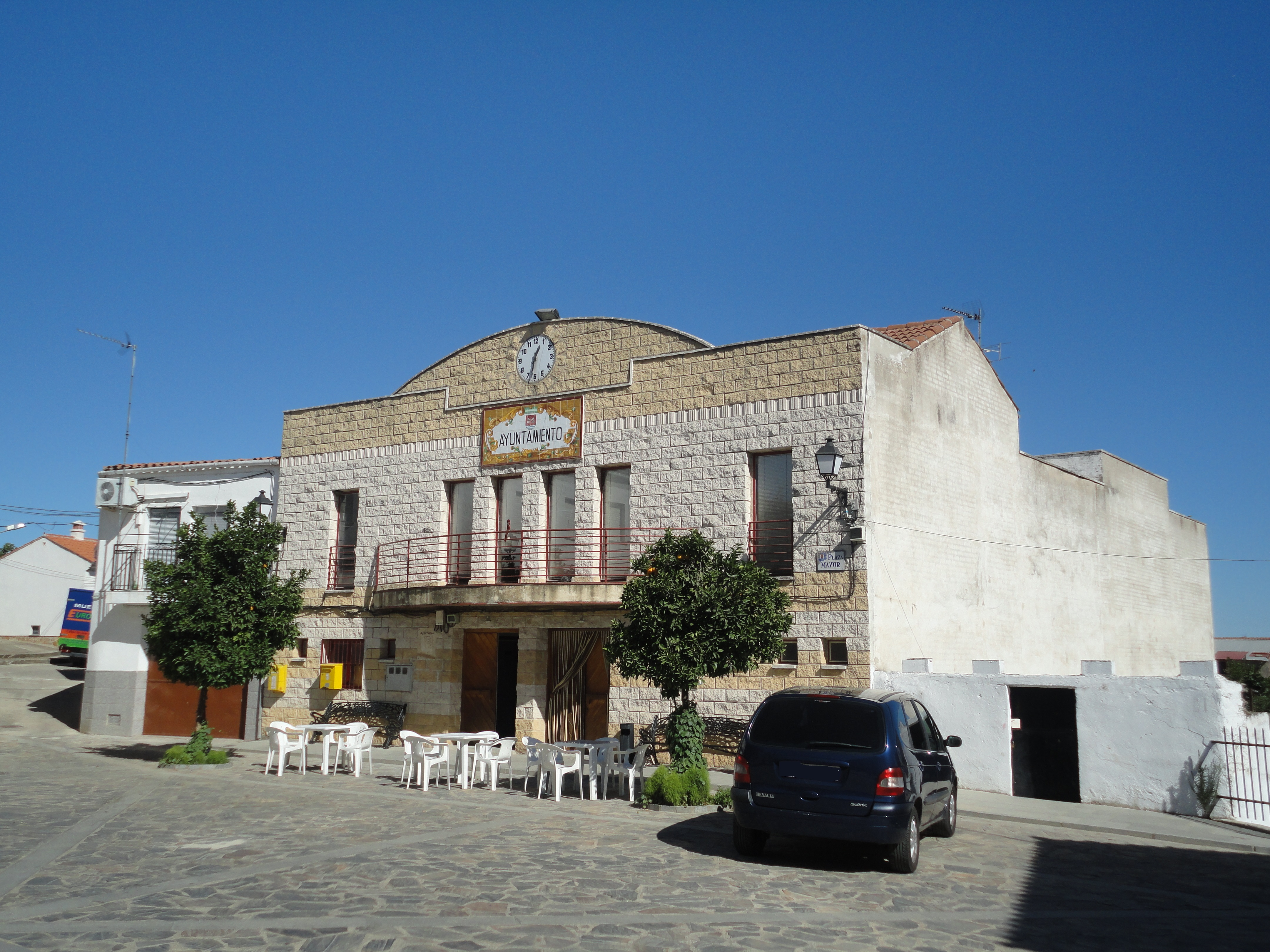
Rathaus